# 武宮陽光
武宮 陽光（たけみや ようこう、1977年4月29日 - ）は、日本棋院所属の囲碁棋士。日本棋院理事長（2024年7月9日 - ）。東京都出身。筑波大学附属高等学校卒業。
母方の祖父である梶和為九段に師事した後、実父・武宮正樹九段の門下となる。

## 経歴
5歳くらいの時、家にある碁の本を並べているうちに碁を覚えた。祖父の梶和為から本格的に手ほどきを受け、小学校1年の時には木谷会に通い、5、6級で打てるほどになった。
小学校5年の時に父から｢やってみる? 入ってみたら」といわれ院生となった。父には院生で打った碁を見てもらっていたが、打ってもらうことはほとんどなく「どうしてもプロになれ」という感じではなかったが、あるとき父が世界アマ選手権で3位入賞したこともあるオランダのロナルド・シュレンパーから｢子供に碁を教えるのは親の義務、教えなさい｣と言われ、それから毎日朝5時に起き学校に行く前に父と20秒碁を1、2局打つ生活となった。
入段する直前には祖父に互先で勝つようになっていた。入段試験では4勝4敗と絶不調で父に一喝され、それから息を吹き返し10連勝してプロとなった。
2007年度前期、NHK『囲碁の時間』の講師を矢代久美子と担当。
2016年6月7日、北九州市で開かれた人工知能学会の公開イベントでコンピュータ囲碁プログラム「Zen（ゼン）」と二子局（Zenがあらかじめ黒石2個を置くハンデ）で対戦し敗れた。
2016年7月8日放送のNHK『ドキュメント72時間』（新宿・歌舞伎町の24時間営業の碁会所「秀策」が舞台の回）で、撮影2日目の夜にたまたま碁会所に来店し出演を果たした。
2024年7月9日、小林覚の後任として日本棋院の新理事長に就任。任期は2026年6月まで。全日本囲碁連合の理事・副会長も、小林から引き継いで就任。また、囲碁殿堂表彰委員会委員。
趣味は麻雀で、2023年、第4回囲碁・将棋チャンネル杯・麻雀王決定戦に出場した。

## 各種記録

### 昇段履歴
- 1998年4月1日　入段
- 1999年　二段
- 2000年　三段
- 2001年　四段
- 2005年9月　五段（勝数規定＝対象棋戦通算70勝）
- 2016年2月16日　六段（勝数規定＝対象棋戦通算90勝）

### 受賞履歴
- 2002年　通算100勝達成

## 著書
- 「やっしー&陽光の置き碁で上達」（矢代久美子との共著、NHK出版、2008年）